# Slag bij Neerwinden (1793)

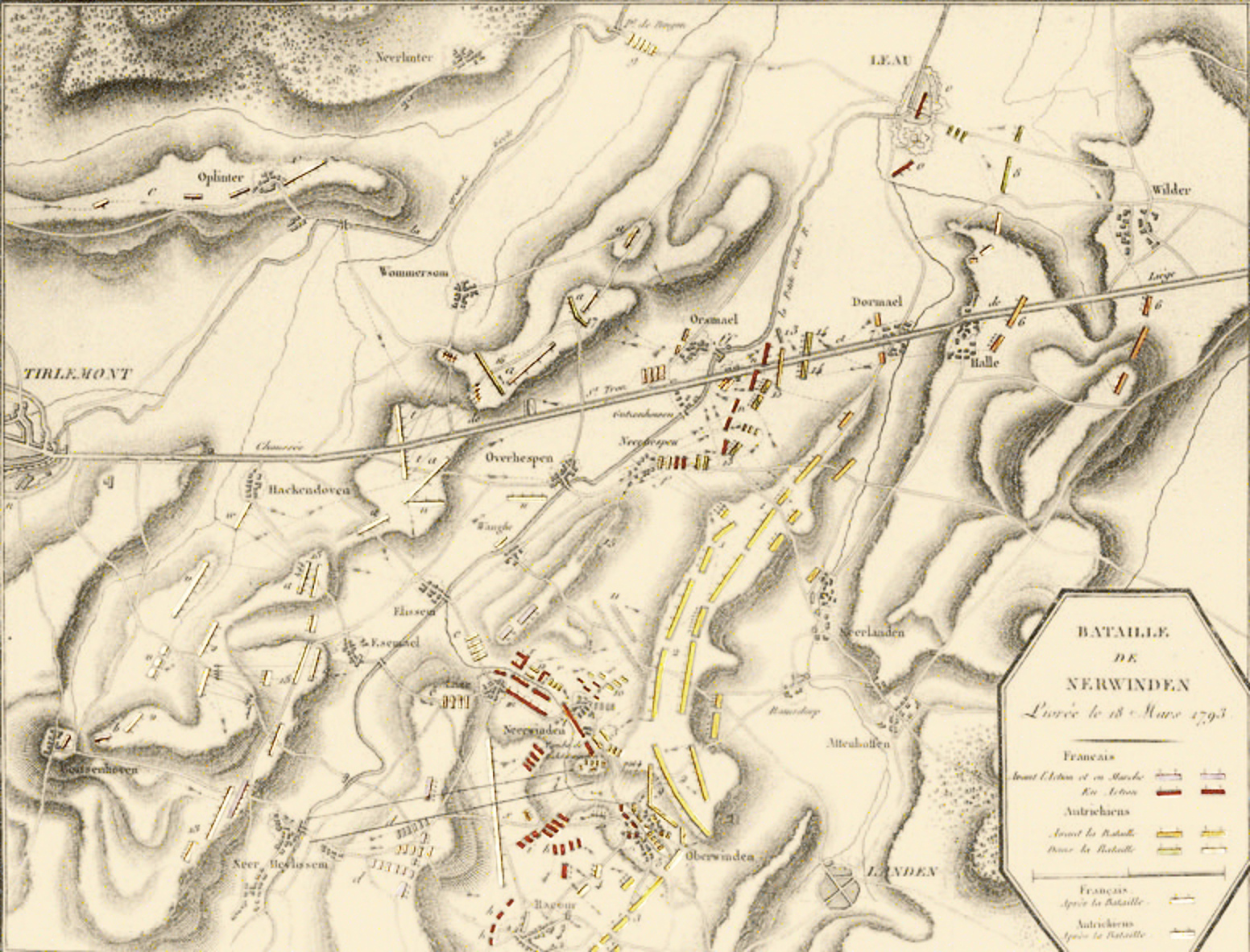
De Slag bij Neerwinden

De Tweede Slag bij Neerwinden (18 maart 1793) vond plaats tussen het revolutionaire leger van Frankrijk onder generaal Charles-François Dumouriez en een Oostenrijks-Zuid-Nederlands leger onder het bevel van Frederik Jozias van Saksen-Coburg-Saalfeld en generaal Karel Mack von Leiberich. In de kerk van Neerhespen, de Sint-Mauritiuskerk, bevindt zich nog steeds een kanonskogel in het midden van de kerkmuur. Een herdenkingsplaat op de gevel verwijst naar deze historische veldslag.
De slag werd gewonnen door het coalitieleger, waardoor de Habsburgers de heerschappij in de Zuidelijke Nederlanden herwonnen. De Fransen hadden die gewesten bezet nadat ze in 1792 te Jemappes het Zuid-Nederlandse leger hadden verslagen.
Het volgende jaar 1794 echter werd het Zuid-Nederlandse leger opnieuw en ditmaal definitief verslagen bij Fleurus en werden de Oostenrijkse Nederlanden en het prinsbisdom Luik in 1795 door Frankrijk geannexeerd.
Dit conflict tussen Frankrijk en Oostenrijk (de Eerste Coalitieoorlog) werd uiteindelijk beëindigd door de Vrede van Campo Formio van 17 oktober 1797. In dit verdrag erkende de Habsburgse keizer onder andere de annexatie van de zuidelijke Nederlandse gewesten door Frankrijk; dit behoorde formeel niet tot zijn bevoegdheid maar het was het erkennen van een feitelijke situatie.